# Souroubea dasystachya
Souroubea dasystachya là một loài thực vật có hoa trong họ Marcgraviaceae. Loài này được Gilg & Werderm. miêu tả khoa học đầu tiên năm 1925.